# Draupadi

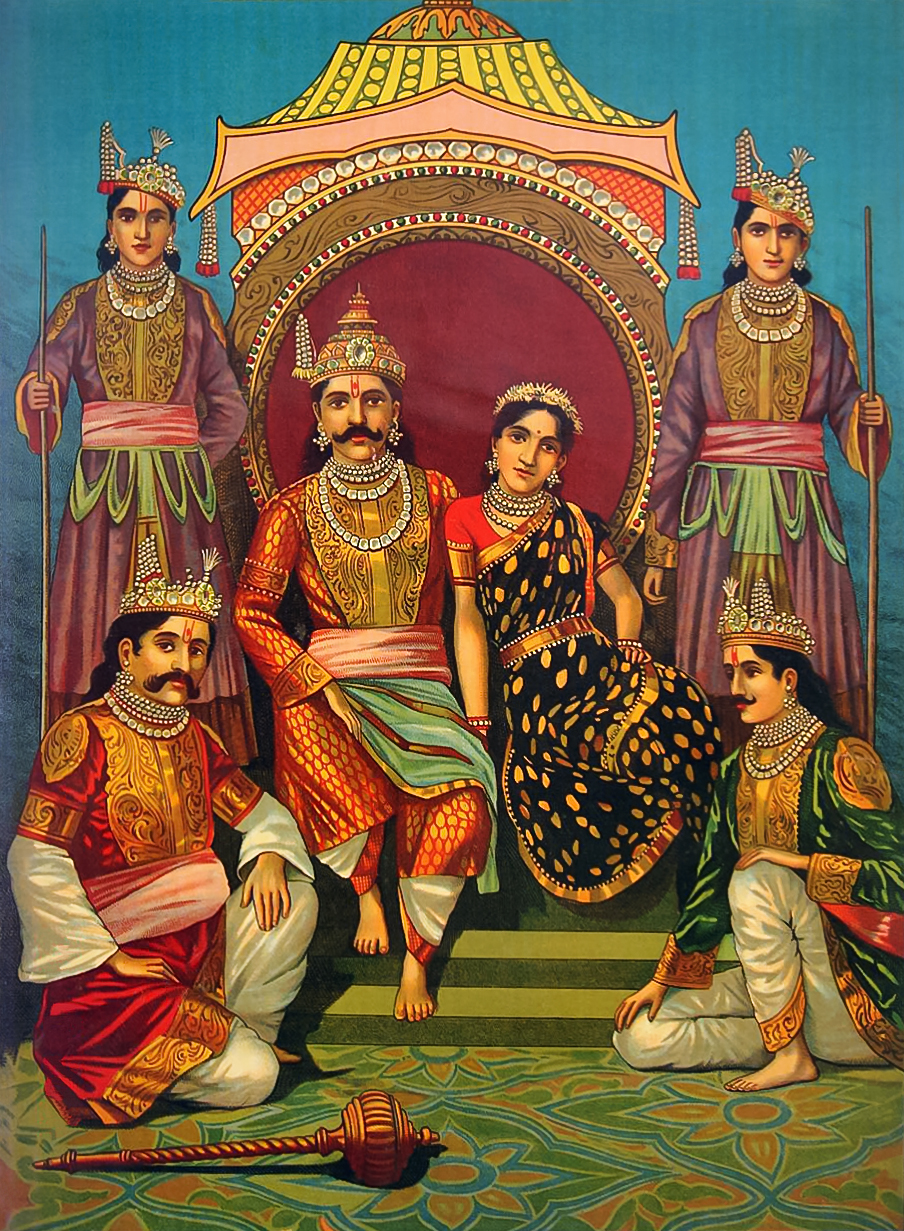
Dráupadi e seus cinco maridos.

Dráupadi (Sanskrit: द्रौपदी, pronúncia em sânscrito: [d̪rəʊpəd̪i]) é a personagem feminina mais importante no épico hindu O Mahabhárata. De acordo com esse épico, ela é a filha de Drupada, rei de Panchala, e se tornou esposa poliândrica dos cinco irmãos Pândavas.
Casamento
Drupada queria casar sua filha com Arjuna. Quando ficou sabendo que os Pândavas (Arjuna e seus irmãos) poderiam estar em Varnavata, ele organizou um Swayamvara, evento no qual Dráupadi escolheria seu marido a partir de uma competição.
No Swayamvara, quase todos os inúmeros monarcas foram incapazes de completar o desafio.
Por fim, Arjuna completa o desafio vestido como um brâmane. Os outros pretendentes, inclusive os Káuravas, protestam pelo fato de um brâmane ter vencido a competição, e atacam. Arjuna e seu irmão Bhima protegem Dráupadi e lutam com eles.
Quando Dráupadi, junto com seu marido Arjuna e os quatro irmãos dele, chega à casa deles para conhecer a sogra (Kunti), os cinco irmãos Pândavas vão dizer à mãe que Arjuna havia conquistado algo, e, então, Kunti, sem saber o que seria, subitamente ordena: "Divida-o em igual entre vocês."
Na tradição local da época, um comando materno não podia ser desobedecido, o que levou os cinco irmãos, consternados, a tornarem-se maridos de Dráupadi.
Humilhação
A humilhação violenta que os Káuravas impuseram a Dráupadi, diante dos justos e bons Pândavas (mas que ainda eram ingênuos quanto à real importância de se obedecer estritamente a certas regras em nome de uma suposta honra), durante um jogo de dados fraudulento contra os Káuravas - armado por estes -, levou Krishna (Deus,  encarnado na Índia nessa época - há mais de 5000 anos) a condenar o machismo e a amaldiçoar os homens que cometem barbaridades contra mulheres. Este episódio foi definitivo para que os cinco  Pândavas (Yudhishthira, Bhima, Arjuna, Nakula e Sahadeva) finalmente, depois que já haviam sofrido várias injustiças e tentativas de assassinato por parte de seus odiosos primos Káuravas, declarassem guerra contra eles, dando início à fraticida Guerra de Kurukshetra.
Quando Yudhishthira foi coroado rei de Hastināpura - no final da Guerra de Kurukshetra -, Dráupadi tornou-se sua rainha.